# 格里戈里·亚历山德罗夫
格里戈里·瓦西里耶维奇·阿莱克桑德夫（俄語：Григо́рий Васи́льевич Алекса́ндров；1903年1月23日—1983年12月16日），又譯格里戈里·瓦西里耶维奇·亚历山德罗夫、格里高利·亞歷山德羅夫、格列高里·亞力山大洛夫等，原姓馬尼穆涅科（羅馬化：Mormonenko），蘇聯導演、劇作家、演員，苏联人民艺术家。

## 生平
格里高利1903年1月23日生于俄罗斯葉卡捷琳堡，從小就對舞臺劇充滿興趣，他9歲起就在葉卡捷琳堡歌劇院（Ekaterinburg Opera Theater）打零工，逐步做到助理導演。後在葉卡捷琳堡音樂學院（Ekaterinburg Musical School）學習小提琴，1917年卒業。俄羅斯內戰後，格里高力從葉卡捷琳堡工人劇院結束了導演課程的學習，被任命为葉卡捷琳堡政府艺术检查官，後來到莫斯科，經營一家影院。
1921年，格里高利在蘇聯的「無產階級影院」運動（Proletcult Theatre）中與時年23歲的愛森斯坦相遇，兩人合作拍攝了影片《罢工》（1924），以及合作創作了《戰艦波將金號》的劇本，1925年該片上映，引起轟動。1927年，兩人又合作編劇、導演了十月革命宣傳影片《十月：震撼世界的十天》及《總路線》。
1932年，斯大林親自召見格里高利，在同斯大林交谈后，他根据斯大林的建议拍攝了影片《國際》（Интернационал）。次年，他又與斯大林和高爾基會面，籌製蘇聯第一部音樂劇，1934年，這部音樂劇《快乐的家伙们》誕生，同時他還與劇中主演柳博芙·奥尔洛娃相愛，二人後結婚。
二戰後的1947年，格里高利執導了影片《春天》，榮膺威尼斯電影節「國際獎：最佳原創劇本獎」及「金獅獎」提名。同年，他獲得蘇聯人民藝術家称号及奖章。1973年又獲得社會主義勞動英雄称号及獎章，1941年及1950年又獲得兩次斯大林獎。
1975年，他的妻子奧爾洛娃去世，安葬在莫斯科新聖女公墓。他還於1983年爲妻子製作了一部紀錄片。1983年12月16日，格里高利因腎臟感染引起腎盂腎炎不治，逝世於莫斯科，死後安葬在妻子墓旁。

## 作品
- 《十月：震撼世界的十天》（October: Ten Days That Shook the World，Октябрь）; 1928, 与爱森斯坦联合执导
- 《总路线》（The General Line ，Старое и новое）; 1929, 与爱森斯坦联合执导
- Sentimental Romance (Сентиментальный романс); 1931, documentary
- 《五年计划》（Five-year Plan， Пятилетний план）; 1932, documentary
- 《墨西哥万岁》（¡Que viva México!，Да здравствует Мексика!）; 1932, co-directed with Sergei Eisenstein
- 《国际》（Internationale，Интернационал）; 1933, short documentary
- 《快乐的家伙们（英语：Jolly Fellows）》(Веселые ребята); 1934
- 《马戏团》（Circus，Цирк）; 1936
- Sports Parade (Физкультурный парад); 1938
- Volga-Volga (Волга-Волга); 1938
- The Shining Path (Светлый путь); 1940
- A Family (Одна семья); 1943
- Men of the Caspian (Каспийцы); 1944, documentary
- Spring (Весна); 1947
- Encounter at the Elbe (Встреча на Эльбе); 1949
- Glinka (Композитор Глинка); 1952
- Great Mourning (Великое прощание); 1953
- From Man to Man (Человек человеку); 1958
- Russian Souvenir (Русский сувенир); 1960
- 《列宁在波兰》（Lenin in Poland，Ленин в Польше）; 1961
- 《十月之前》（Before October ，Перед Октябрём）; 1965
- Lenin in Switzerland (Ленин в Швейцарии); 1965, co-directed with Dmitri Vasilyev
- On the Eve (Накануне); 1966, co-directed with Dmitri Vasilyev
- Starling and Lyre (Скворец и Лира); 1974